# پوشندورف
پوشندورف (به آلمانی: Pöschendorf) یک شهر در آلمان است که در اشتاینبورگ واقع شده‌است. پوشندورف ۲۴۲ نفر جمعیت دارد.